# Marek Mužík
Marek Mužík (* 3. října 1975) je basketbalista hrající českou Národní basketbalovou ligu za tým NH Ostrava. Hraje na pozici křídla.
Je vysoký 200 cm, váží 102 kg.

## Kariéra
- 1998 - 2001 : BK NH Ostrava
- 2001 - 2003 : Houseři Brno
- 2003 - 2004 : Mlékárna Kunín
- 2004 - 2004 : Houseři Brno
- 2004 - 2007 : NH Ostrava

## Statistiky
| Sezóna   | Soutěž      | Odehrané minuty | Průměr na zápas | Body | Průměr na zápas |
| -------- | ----------- | --------------- | --------------- | ---- | --------------- |
| 1998/99  | Mattoni NBL | 21.8            | 10.9            | 11   | 5.5             |
| 1999/00  | Mattoni NBL | 530.5           | 20.4            | 188  | 7.2             |
| 2000/01  | Mattoni NBL | 553.3           | 21.3            | 241  | 9.3             |
| 2001/02  | Mattoni NBL | 1065.1          | 30.4            | 483  | 13.8            |
| 2002/03  | Mattoni NBL | 694.4           | 23.9            | 310  | 10.7            |
| 2003/04  | Mattoni NBL | 327.4           | 12.1            | 107  | 4.0             |
| 2004/05  | Mattoni NBL | 714.2           | 29.8            | 283  | 11.8            |
| 2005/06  | Mattoni NBL | 995.2           | 31.1            | 393  | 12.3            |
| 2006/07* | Mattoni NBL | 231.9           | 21.1            | 76   | 6.9             |

 *Rozehraná sezóna - údaje k 20.1.2007 